# Alcarreña
L'Alcarreña est une race de mouton domestique originaire d'Espagne. Elle est principalement élevée pour une production de viande.

## Étymologie et origines
La race tire son nom de sa région d'origine, la Alcarria, dans la communauté autonome de Castille-La Manche.
Elle appartient au groupe des moutons Entrefino, c'est-à-dire à un groupe réunissant des races ibériques issues d'un croisement entre un Mérinos espagnol et un mouton de type Churro. Son origine exacte n'est pas connue, mais la supposition la plus courante est qu'elle descend de la Manchega et de la Castellana.

## Description
C'est un mouton recouvert d'une toison de laine blanche. Des individus noirs ou blancs tachetés de noir peuvent aussi être présents. Le bélier pèse en moyenne 75 kg, pour une taille au garrot de 79 cm. La brebis, légèrement plus petite, pèse en moyenne 50 kg pour 69 cm. La race ne porte pas de cornes.

## Élevage et production
L'Alcarreña est une « race rustique, son petit format la rend plus gérable et elle est moins exigeante sur l'alimentation que d'autres races ». Elle est élevée dans les provinces de Cuenca et de Guadalajara.
Les troupeaux sont menés en élevage extensif. La production principale est celle de viande d'agneau. La brebis peut avoir trois agnelages en deux ans. À la naissance, l'agneau pèse en moyenne 4,2 kg. Bien que la reproduction peut avoir lieu à tout moment de l'année, l'essentiel des agnelages ont lieu en février et mars. L'éleveur vend ses agneaux à des parcs d'engraissement quand il atteint un poids de 12-15 kg. Ils seront alors abattus et la viande commercialisée quand ils auront atteint 25 kg,.

## Menaces et sauvegarde
Bien que la FAO classe la race en « non menacé », la population d'Alcarreña s'est effondrée à la fin du XXe siècle. Avec une population estimée à plus de 180 000 têtes dans les années 1980, elle tombe à 10 000 têtes en 2009. Cette diminution continue depuis. Le dernier recensement fournit par la base DAD-IS donne une population d'environ 8 500 têtes en 2021. Deux raisons principales expliquent cet abandon de la race : des raisons économiques et le croisement avec d'autres races, en particulier la Manchega, pour améliorer le rendement en lait.
En novembre 1998 est créée l'Asociación de Ganaderos de raza ovina Alcarreña (« Association des éleveurs de race ovine Alcarreña ») par plusieurs éleveurs à la suite de la baisse des effectifs. L'association est responsable de la mise en valeur et de la conservation de la race, ainsi que du suivi du registre généalogique de la race créé en mars 2005,.
La race est reconnue par le Ministère de l'Agriculture espagnol comme « Race autochtone en danger d'extinction » et « Raza de Proteccion Especial ». Pour le maintien de race autochtone, les éleveurs reçoivent une subvention de l’État.
En 2003, l'Association des éleveurs tentent d'obtenir le label AOP puis IGP, mais les demandes échouent. En 2009, la production de viande d'agneau Alcarreña est reconnue comme marque de qualité collective sous l’appellation « Cordero de la Alcarria » (Agneau de l'Alcarria).